# Braccio

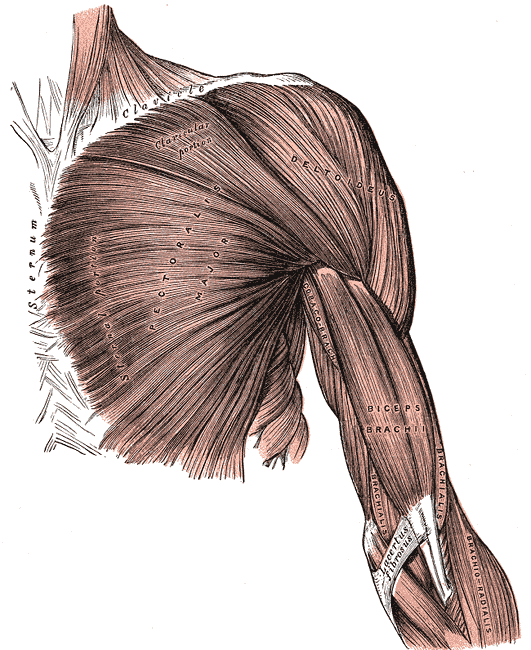
Muscolatura anteriore superficiale del braccio

Il braccio è la porzione natale dell'arto superiore compresa fra le articolazioni della spalla e del corrispondente gomito. Nel linguaggio comune, il termine è usato come sineddoche per indicare ciascuno degli arti superiori umani nella parte compresa tra spalla e mano.

## Ossa

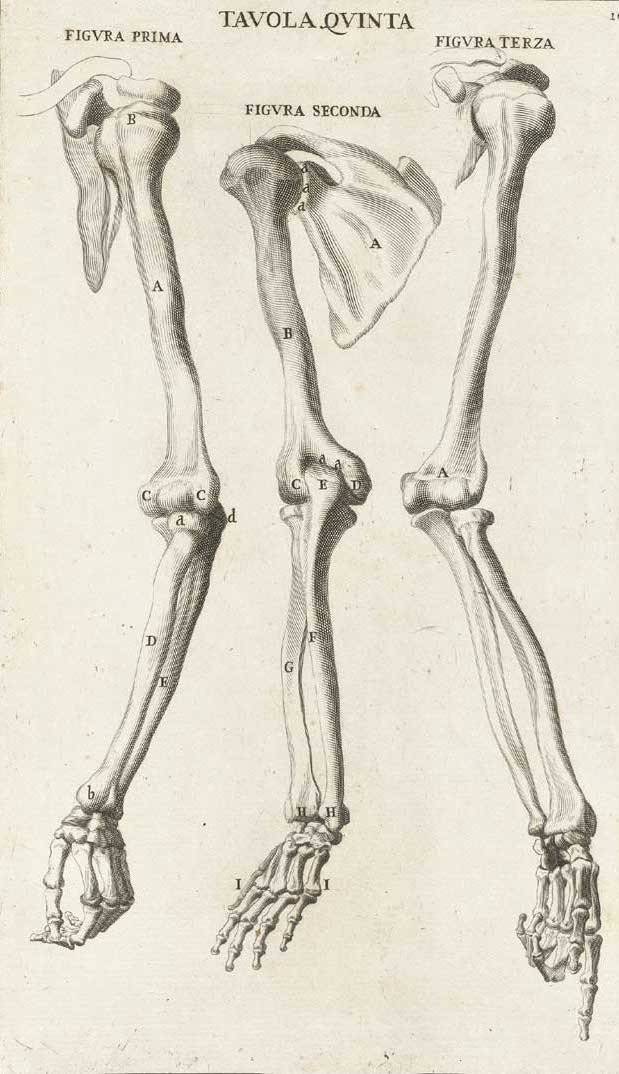
Scheletro dell'arto superiore e del cingolo scapolare. Bernardino Genga, Anatomia per Uso et Intelligenza del Disegno, 1691.

### Omero
L'omero è l'osso più lungo, largo e robusto dell'arto superiore. È un tipico osso lungo, con una diafisi centrale allungata e due espansioni distali, le epifisi. Si articola prossimalmente con la cavità glenoidea della scapola, formando un'enartrosi che è in assoluto l'articolazione più mobile di tutto il corpo umano e distalmente, tramite il suo condilo laterale, con il radio e tramite la troclea con l'incisura trocleare dell'ulna.

#### Epifisi prossimale
La sua epifisi prossimale è costituita dalla testa, dal collo e da due tubercoli, maggiore e minore. La testa dell'omero costituisce poco meno della metà di uno sferoide, presenta una superficie levigata ed in vivo è ricoperta da uno strato di cartilagine ialina, più spesso al centro che ai lati. In posizione anatomica la testa guarda superiormente, medialmente e posteriormente, in questo caso la cavità glenoidea della scapola guarda antero-lateralmente. Il collo anatomico dell'omero è il leggero restringimento posteriore alla testa e anteriormente segna il limite d'inserzione della capsula articolare dell'articolazione gleno-omerale, medialmente invece la capsula può estendersi inferiormente sulla diafisi per un centimetro. Il tubercolo minore sporge anteriormente presso l'epifisi dell'omero ed appena posteriormente al collo anatomico dell'osso, forma il margine mediale del solco intertubercolare. Il tubercolo maggiore sporge lateralmente dall'epifisi dell'omero e ne costituisce tutta la porzione laterale, la sua parete mediale forma il margine laterale del solco intertubercolare. Entrambi i tubercoli sono importanti siti di inserzione muscolare. Presso il collo dell'omero e il tubercolo maggiore sono numerosi i fori vascolari.

#### Diafisi
La diafisi dell'omero è cilindrica in sezione nella parte prossimale e assume la forma di un triangolo ad angoli smussi distalmente dove risulta più appiattita in senso antero-posteriore, possiede inoltre tre margini (anteriore, mediale e laterale) e tre facce (antero-mediale, antero-laterale e posteriore). Il margine anteriore discende dal tubercolo maggiore, contribuisce a delineare il tubercolo deltoideo ed è più marcato ed affilato nella porzione prossimale della diafisi mentre diviene smussato distalmente. Il margine laterale è poco distinguibile nella porzione prossimale della diafisi, ma inferiormente si ispessisce in un bordo affilato che discende sopra l'epicondilo laterale costituendo la cresta sopracondiloidea laterale. Il margine mediale è indistinto superiormente, nella sua porzione media è attraversato dal solco radiale (detto anche solco spirale) che decorre dalla faccia posteriore dell'omero discendendo inferiormente e lateralmente, portandosi alla faccia anteriore nella porzione distale dell'osso (da qui il suo nome alternativo). La faccia antero-laterale non presenta caratteristiche morfologiche di rilievo se non nella porzione media il tubercolo deltoideo su cui si inserisce il deltoide. La faccia antero-mediale è delimitata dai margini anteriore e mediale e in essa decorre il solco intertubercolare, ma il resto della superficie è levigato. All'incirca alla metà di questa faccia vi è il foro nutritizio principale dell'omero. La faccia posteriore è la più estesa delle tre, vi decorre per gran parte della sua lunghezza il solco radiale, su cui decorre il nervo radiale.

#### Epifisi distale
L'estremità distale dell'omero è più estesa trasversalmente e le sue porzioni articolari, cioè la troclea per l'ulna e il capitello per il radio, sono curve anteriormente, mentre due espansioni giacciono lungo l'asse della diafisi dell'osso e sono l'epicondilo mediale e l'epicondilo laterale. Il capitello, diviso dalla troclea da un solco e laterale a questa, è una protuberanza di forma arrotondata, dunque convessa, che si estende anteriormente ed inferiormente ma non posteriormente e si articola con la testa del radio. La troclea è una sporgenza a forma di carrucola che costituisce la porzione mediale del condilo modificato dell'omero, si estende anteriormente, inferiormente e posteriormente. L'epicondilo mediale è posto medialmente alla troclea ed è una sporgenza smussata su cui termine la cresta sopracondiloidea mediale, mentre nell'epicondilo laterale termina la cresta sopracondiloidea laterale. Entrambi gli epicondili sono facilmente palpabili e sporgenti e sono i siti d'origine delle fibre dei muscoli flessori dell'avambraccio (mediale) ed estensori dell'avambraccio (laterale). Sopra la porzione articolare del condilo distale dell'omero sono presenti due fosse dalla forma a goccia o a pera, la fossa coronoidea, posta sopra la troclea, e la fossa radiale, posta sopra il capitello. Nella flessione del gomito il processo coronoideo dell'ulna si inserisce nella fossa coronoidea mentre la testa del radio nella fossa radiale. Sulla faccia posteriore del condilo si trova la fossa olecranica, più profonda ed estesa delle due precedenti, di forma tondeggiante, che accoglie l'olecrano dell'ulna. Tra la troclea e l'epicondilo mediale è distinguibile un solco dove decorre il nervo ulnare.

## Muscoli
I muscoli principali del braccio sono il bicipite brachiale, il brachiale, il coracobrachiale e il tricipite. Tre altri muscoli sono considerati come parzialmente appartenenti al braccio, ovvero il deltoide, il brachioradiale e l'anconeo. Di questi il bicipite e il tricipite agiscono sia sull'articolazione della spalla che sul gomito, mentre il brachiale e l'anconeo agiscono solo sul gomito e il coracobrachiale solo sulla spalla.
- Il muscolo bicipite brachiale deve il suo nome ai due capi che lo originano, il capo lungo e il capo breve e ai due ventri muscolari conseguenti che si fondono distalmente per costituire un unico muscolo. Il capo breve origina dall'apice del processo coracoideo della scapola, mediante un tendine piatto ed allungato comune al muscolo coracobrachiale, ma che presto si divide andando a costituire i due diversi muscoli. Il capo lungo origina dal tubercolo sopraglenoideo della scapola, che in vivo è collocato all'interno dell'articolazione gleno-omerale, appena superiormente alla cavità glenoidea dove si articola la testa dell'omero. Il tendine, ricoperto dalla membrana sinoviale che a sua volta ricopre internamente la capsula articolare fibrosa, si porta superiormente e poi lateralmente a livello del solco intertubercolare dell'omero, per poi discendervi sempre ricoperto dalla guaina sinoviale continua con la borsa sottoscapolare. Il tendine è tenuto in sede dal legamento trasverso dell'omero, una banderella di tessuto fibroso trasversale, generalmente continua con la capsula fibrosa, che si inserisce sui due tubercoli creando un canale all'interno del quale decorre il tendine inguainato. La guaina sinoviale si interrompe 1-2 centimetri distalmente al passaggio sotto il legamento trasverso dell'omero. I due capi del muscolo con i rispettivi ventri muscolari si riuniscono in un unico muscolo circa sette centimetri prossimalmente all'articolazione del gomito. L'unione dei due ventri crea la caratteristica prominenza del muscolo nel braccio, che è appena sottocutanea e ricoperta solo dal sottile strato fasciale superiore della fascia brachiale. Il bicipite si inserisce nella parte posteriore della tuberosità del radio mediante un tendine piatto ma robusto che si porta in profondità verso l'articolazione del gomito; il tendine è separato dalla parte anteriore della tuberosità del radio da una piccola borsa bicipitale. Esso inoltre dà origine medialmente ad un'espansione fibrosa, l'aponeurosi bicipitale, che si continua con la fascia brachiale profonda nella porzione ricoprente i muscoli pronatore rotondo e flessore radiale del carpo. La porzione prossimale del bicipite, cioè essenzialmente i due tendini e talvolta parte dei ventri muscolari, sono ricoperti in vivo dal deltoide e dal grande pettorale che si inseriscono sulla faccia antero-laterale della diafisi dell'omero (superiormente il grande pettorale, inferiormente e per un'area più estesa il deltoide che in realtà prosegue in parte sconfinando nella faccia posteriore). Il bicipite si trova superiormente ai muscoli brachiale e supinatore, è inizialmente laterale al coracobrachiale (presso il tendine comune) e poi diviene anteriore. Appena medialmente al bicipite decorre il nervo mediano e l'arteria brachiale che lo incrocia inferiormente con le due vene che la accompagnano, quindi il nervo cutaneo mediale dell'avambraccio, l'arteria collaterale ulnare superiore (ramo mediale dell'arteria brachiale) ed il nervo ulnare. È vascolarizzato nella porzione superiore da rami provenienti dall'arteria toracoacromiale e dall'arteria circonflessa anteriore dell'omero, mentre il ventre muscolare è vascolarizzato da circa otto piccoli rami dell'arteria brachiale che scendono lateralmente ed inferiormente al ventre muscolare portandosi sulla sua faccia profonda e irrorandolo con rami ascendenti e discendenti. Altri rami possono derivare da quasi tutte le arterie prossime ad esso, come l'arteria collaterale ulnare superiore o inferiore, l'arteria brachiale profonda, l'arteria collaterale radiale. È innervato dal nervo muscolocutaneo che vi decorre posteriormente. Il bicipite è un supinatore e un flessore agente sull'articolazione del gomito (la sua flessione è più potente in supinazione), ed un debole flessore dell'articolazione della spalla. Nell'estensione del gomito il bicipite entra in tensione per contrastare la forza di gravità.
- Il muscolo brachiale origina dalla superficie anteriore della parte media e distale della diafisi dell'omero, con le fibre più prossimali che prendono origine appena sotto e attorno all'inserzione del deltoide sulla tuberosità deltoidea dell'osso. Il suo ventre muscolare è fusiforme e largo, le sue fibre si portano infero-medialmente e si inseriscono sulla superficie anteriore del processo coronoideo dell'ulna e sulla tuberosità ulnare mediante uno spesso tendine. Può essere parzialmente fuso con muscoli che gli sono vicini come il brachioradiale o il bicipite. Il nervo muscolocutaneo passa sulla sua superficie superiore provenendo dal muscolo coracobrachiale e ne perfora il ventre muscolare. È collocato posteriormente al bicipite, all'arteria brachiale, al nervo mediano, al nervo cutaneo mediale del braccio e dell'avambraccio, ma è anteriore alle arterie collaterali ulnare e radiale e mediale al nervo radiale. La sua vascolarizzazione dipende da un piccolo ramo dell'arteria brachiale nella porzione superiore e da un ramo dell'arteria brachiale o collaterale ulnare per quella inferiore. È innervato principalmente dal nervo muscolocutaneo e nella sua porzione laterale dal nervo radiale. Funge da flessore per l'articolazione del gomito.
- Il muscolo coracobrachiale origina all'apice del processo coracoideo, le sue fibre tendinee qui possono unirsi a quelle del tendine capo breve del bicipite, che gli sono laterali. Il tendine dà origine ad un ventre muscolare di forma fusata e piatto che si porta infero-lateralmente sino a terminare in un corto ma robusto tendine sul margine mediale della diafisi dell'omero, a circa metà della sua lunghezza. Il coracobrachiale è mediale al bicipite nella sua porzione prossimale, mentre gli è posteriore nella sua porzione media e distale. Il suo ventre muscolare è perforato dal nervo muscolocutaneo che poco dopo essersi portato sulla sua superficie anteriore si biforca in due rami che si portano verso il muscolo brachiale. Si trova posteriormente al bicipite (nella parte prossimale è mediale ad esso) e al grande pettorale, all'arteria brachiale, al nervo mediano, al nervo cutaneo mediale del braccio e dell'avambraccio, al nervo ulnare, anteriormente all'arteria circonflessa anteriore dell'omero, ai tendini dei muscoli grande dorsale, grande rotondo e sottoscapolare. È vascolarizzato da piccoli rami dell'arteria ascellare e dell'arteria circonflessa anteriore dell'omero che lo perforano sulla faccia profonda. È innervato dal nervo muscolocutaneo. Il coracobrachiale è un flessore del braccio e coadiuva il deltoide nell'abduzione.
- Il muscolo tricipite è il principale muscolo del compartimento posteriore del braccio. Il suo nome deriva dalla sua caratteristica di possedere tre origini tendinee. Il capo mediale è il più esteso ed origina dalla parte media e distale della superficie posteriore della diafisi dell'omero, il capo laterale origina dal setto intermuscolare laterale e da una cresta ossea posta sulla superficie posteriore della parte prossimale della diafisi dell'omero, mentre il capo lungo origina dalla parte superiore del margine mediale della scapola, appena sotto il tubercolo infraglenoideo. Le fibre del capo mediale e laterale scendono inferiormente, quelle del capo lungo infero-lateralmente. Tutte si fondono in unico e spesso ventre muscolare che scende inferiormente e le cui fibre nella porzione distale dell'omero si portano medialmente a formare un robusto tendine che si inserisce sull'olecrano dell'ulna. Il tricipite è posteriore all'omero, al nervo radiale, all'arteria brachiale profonda e all'arteria collaterale radiale. Il capo laterale e lungo scendendo inferiormente formano uno spazio tra i loro tendini dove passano l'arteria circonflessa posteriore dell'omero e il nervo ascellare. È vascolarizzato da rami dell'arteria brachiale profonda (ventre muscolare e capo laterale), dell'arteria collaterale ulnare (capo lungo e mediale) e dall'arteria circonflessa posteriore dell'omero. È innervato dal nervo radiale con un ramo per ciascun capo. Il tricipite brachiale è il principale estensore dell'articolazione del gomito in cui è coinvolto prevalentemente il capo mediale, mentre gli altri due fungono da capi accessori, mentre il capo lungo è un adduttore accessorio del braccio.

## Fasce
Gli strati fasciali più importanti del braccio sono la fascia profonda del braccio, il setto intermuscolare laterale e il setto intermuscolare mediale.
- La fascia profonda del braccio, o fascia brachiale, è una guaina connettivale che forma i setti fasciali che ricoprono ciascun muscolo del braccio, compartimentalizzandolo ed isolandolo rispetto agli altri. È una fascia a sé stante alla cui formazione contribuiscono però le aponeurosi di grande dorsale e grande pettorale e il tendine del muscolo deltoide. Tende ad essere sottile nel compartimento muscolare anteriore e più spessa posteriormente o attorno all'omero.
- Il setto intermuscolare laterale è relativamente sottile, origina dal solco intertubercolare dell'omero, prosegue lungo la cresta sopracondiloidea laterale e si inserisce sull'epicondilo laterale. Al suo interno decorrono l'arteria collaterale radiale e il nervo radiale.
- Il setto intermuscolare mediale è più spesso del laterale, origina dal margine mediale del solco intertubercolare, segue la cresta sopracondiloidea mediale e si inserisce sull'epicondilo mediale dell'omero fondendosi con il tendine del muscolo coracobrachiale. È perforato dal nervo ulnare, dall'arteria collaterale ulnare superiore e inferiore.

## Arterie

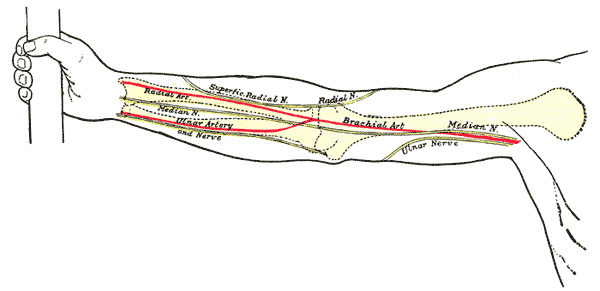
Vascolarizzazione del braccio

Le arterie del braccio sono l'arteria brachiale, l'arteria brachiale profonda, le arterie circonflesse anteriore e posteriore dell'omero, le arterie collaterali ulnari superiore ed inferiore, l'arteria nutritizia dell'omero, l'arteria collaterale media e l'arteria collaterale radiale.
- L'arteria brachiale è il vaso arterioso di più grosso calibro del braccio e rappresenta la continuazione dell'arteria ascellare. Il confine a partire dal quale si abbandona la dicitura di arteria ascellare per sostituirla con quella di arteria brachiale è il margine inferiore del muscolo grande rotondo. A sua volta, distalmente e anteriormente all'articolazione del gomito, l'arteria brachiale si sdoppia nelle due arterie principali dell'avambraccio, l'arteria radiale e l'arteria ulnare. L'arteria brachiale per la maggior parte del suo decorso si trova medialmente all'omero e solo nella porzione più distale si porta anteriormente all'articolazione del gomito prima di sdoppiarsi. È anteriore al muscolo coracobrachiale e mediale al muscolo bicipite, di cui segue intimamente il margine mediale sino all'aponeurosi bicipitale (che la separa dalla vena cubitale mediana), dove invece prosegue anteriormente nella fossa cubitale. I nervi cutaneo mediale dell'avambraccio, ulnare e cutaneo mediale del braccio le sono mediali così come una delle due vene satelliti e la vena basilica, mentre il nervo mediano le è mediale nel suo tratto prossimale e laterale nel suo tratto distale, infatti la incrocia anteriormente a livello del terzo distale del bicipite. La seconda vena satellite di norma le è laterale. È un'arteria superficiale, è infatti ricoperta solo dagli strati della cute e dalle fasce superficiale e profonda. L'arteria brachiale è responsabile della vascolarizzazione di gran parte della cute del braccio grazie ai suoi rami perforanti fasciocutanei (porzioni mediale e laterale) e muscolocutanei (porzione deltoidea).
- L'arteria circonflessa anteriore dell'omero è un ramo laterale dell'arteria ascellare che si porta anteriormente all'epifisi prossimale dell'omero abbracciandone la sua circonferenza, posteriormente al coracobrachiale e al capo lungo del bicipite, per poi confluire posteriormente nell'arteria circonflessa posteriore dell'omero. Contribuisce alla vascolarizzazione del deltoide e della cute della porzione prossimale e anteriore del braccio.
- L'arteria circonflessa posteriore dell'omero è un ramo posteriore dell'arteria ascellare che percorre una semicirconferenza attorno all'epifisi prossimale dell'omero, viene raggiunta dalla sua controparte anteriore. Vascolarizza il deltoide, la cute posteriore della parte prossimale del braccio, i muscoli grande e piccolo rotondo, rispetto ai quali è posteriore.
- L'arteria brachiale profonda è un grosso ramo dell'arteria brachiale che origina posteriormente a quel vaso poco oltre il grande rotondo. Si porta posteriormente alla diafisi dell'omero decorrendo a spirale e poi segue fedelmente il decorso del nervo radiale immersa tra i capi mediale e laterale del tricipite. Dà origine ad un lungo ramo, l'arteria collaterale media, e poi prosegue sotto forma di arteria collaterale radiale all'interno del setto intermuscolare laterale. È in gran parte responsabile dell'irrorazione del tricipite, talvolta fornisce l'arteria nutritizia dell'omero.
- L'arteria collaterale media è un ramo dell'arteria brachiale profonda, prosegue posteriormente alla diafisi dell'omero e tra il capo laterale del tricipite e il brachiale, con un decorso abbastanza rettilineo, anastomizzandosi dietro l'epifisi distale dell'omero con l'arteria ricorrente interossea e talvolta con l'arteria collaterale ulnare inferiore o con l'arteria collaterale radiale.
- L'arteria collaterale radiale è la prosecuzione dell'arteria brachiale profonda nel setto intermuscolare laterale, prosegue inferiormente e postero-lateralmente alla diafisi dell'omero per poi portarsi anteriormente all'epicondilo laterale in un solco tra questo e il capitello, per gettarsi infine nell'arteria radiale distalmente ad essa.
- L'arteria nutritizia dell'omero è un ramo dell'arteria brachiale o dell'arteria brachiale profonda, che si porta inferiormente penetrando nella diafisi dell'omero e proseguendo verso l'epifisi distale.
- L'arteria collaterale ulnare superiore è un ramo mediale dell'arteria brachiale che si stacca distalmente all'arteria brachiale profonda. Si porta postero-medialmente decorrendo sulla superficie superiore del capo mediale del tricipite per poi portarsi posteriormente all'epicondilo mediale dell'omero e proseguire sotto forma di arteria ricorrente ulnare posteriore.
- L'arteria collaterale ulnare inferiore è un ramo mediale dell'arteria brachiale che si stacca a livello della porzione distale della diafisi dell'omero. Spesso si biforca in due rami, uno, più corto curva posteriormente anastomizzandosi con l'arteria collaterale media, l'altro prosegue nel solco tra l'epicondilo mediale e la troclea e diventa arteria ricorrente ulnare anteriore.

## Vene
Sono quattro le vene più importanti del braccio: la vena basilica, la vena cefalica e le due vene satelliti dell'arteria brachiale (o vene brachiali).
- La vena basilica è la vena di grosso calibro della porzione mediale del braccio. Decorre medialmente al nervo cutaneo mediale dell'avambraccio ed è mediale all'arteria brachiale, al nervo ulnare, al nervo mediano e alle vene satelliti dell'arteria brachiale. Procedendo verso l'avambraccio il suo decorso si fa più superficiale; a livello dell'articolazione del gomito si porta anteriormente e medialmente e si interconnette con la vena cefalica grazie alla vena cubitale mediana.
- La vena cefalica è la vena di grosso calibro della porzione laterale del braccio. Decorre nel solco formato dai capi lungo del bicipite e il capo mediale del tricipite. È anteriore presso l'articolazione del gomito, a livello dell'epifisi distale dell'omero, ma si fa postero-laterale nel restante decorso nel braccio. È superficiale e ricoperta solo da cute e fascia superficiale.
- Le vene brachiali sono due vene che affiancano da ciascun lato l'arteria brachiale e la seguono per tutto il suo decorso. A livello del sottoscapolare confluiscono in un unico vaso di grosso calibro, la vena ascellare, tuttavia possono presentare rami che connettono reciprocamente le due vene formando numerose anastomosi ed altri che drenano il sangue nella vena basilica.

## Sistema linfatico
I vasi linfatici del braccio sono distinti in profondi e superficiali. I vasi linfatici profondi seguono a grandi linee il decorso delle arterie mentre quelli superficiali seguono il decorso delle vene. I linfatici provenienti dalla mano e dall'avambraccio possono drenare nei linfonodi cubitali o sopratrocleari, generalmente tre, posti nella fossa cubitale. I restanti vasi linfatici e quelli in uscita dai linfonodi cubitali drenano generalmente nei 4-6 linfonodi ascellari laterali (quelli che seguono la vena basilica) o nel linfonodo deltoideo-pettorale (quelli che decorrono insieme alla vena cefalica).

## Innervazione

Innervazione sensitiva del braccio

I nervi del braccio derivano tutti dal plesso brachiale e sono il nervo mediano, il nervo muscolocutaneo, il nervo ulnare, il nervo radiale e i suoi rami, il nervo cutaneo mediale del braccio e il nervo cutaneo mediale dell'avambraccio.
- Il nervo mediano è formato dalla fusione dei rami terminali delle corde mediale e laterale del plesso brachiale. È un grosso nervo che decorre dapprima anteriormente all'arteria brachiale, poi si porta medialmente ad essa e segue il margine mediale del bicipite sino al suo terzo distale, dove incrocia di nuovo anteriormente l'arteria brachiale per poi gettarsi nella fossa cubitale. Durante tutto il suo decorso è superficiale al muscolo brachiale. Nel braccio non rilascia nessun ramo innervante muscoli ma solo rami per l'arteria brachiale.
- Il nervo muscolocutaneo è formato dal ramo terminale della corda laterale del plesso brachiale. Si getta quasi subito nella superficie posteriore ventre del muscolo coracobrachiale da cui riemerge sulla superficie anteriore per poi portarsi verso il brachiale. Prima di giungervi si biforca in due rami, uno innerva il muscolo brachiale e il muscolo bicipite brachiale, generalmente il mediale, e l'altro, laterale, a livello del tendine del bicipite costituisce il nervo cutaneo laterale dell'avambraccio e si dirige distalmente al braccio passando sopra l'epicondilo laterale dell'omero. È responsabile dell'innervazione di tutti e tre i muscoli flessori del braccio o del gomito (coracobrachiale, bicipite brachiale e brachiale).
- Il nervo ulnare è formato dai rami terminali delle corde mediale e laterale del plesso brachiale (la corda mediale fornisce molte più fibre nervose della laterale). Decorre medialmente all'arteria brachiale, al nervo mediano, al nervo cutaneo mediale dell'avambraccio e al bicipite brachiale, ma lateralmente al nervo cutaneo mediale del braccio, superiormente al coracobrachiale e al brachiale. Decorre seguendo l'arteria brachiale per poi portarsi medialmente e posteriormente all'epicondilo mediale. Non rilascia rami nel braccio.
- Il nervo radiale è formato dal ramo terminale della corda posteriore del plesso brachiale. Decorre anteriormente al sottoscapolare e al grande rotondo, nonché al tendine del grande dorsale, per poi portarsi inferiormente ed essere contenuto tra i capi laterale e mediale del tricipite. Decorre insieme all'arteria brachiale profonda di cui segue il corso e si immerge quindi nel setto intermuscolare laterale. Invia tre rami che innervano ciascuno un capo del tricipite, in particolare il nervo per il capo laterale è lungo e sottile e può decorrere in stretta vicinanza con il nervo ulnare. Un suo ramo laterale è il nervo cutaneo laterale inferiore del braccio, che innerva la parte laterale della metà inferiore del braccio dopo aver perforato il capo laterale del tricipite. Medialmente emette invece il lungo nervo cutaneo posteriore dell'avambraccio che scende posteriormente al capo mediale del tricipite per poi perforare il capo laterale, scendere verso l'avambraccio e passare posteriormente al muscolo anconeo. Un ultimo ramo cutaneo del nervo radiale è il nervo cutaneo posteriore del braccio che raggiunge la porzione dorsale dell'olecrano innervando la cute posteriore della porzione distale del braccio.
- Il nervo cutaneo mediale del braccio è il più piccolo ramo del plesso brachiale ed origina dalla corda mediale. Discende medialmente al bicipite brachiale e al fascio vascolonervoso del braccio, superiormente al capo lungo del tricipite. Innerva la cute della faccia mediale del braccio, ma anche la cute presso l'epicondilo mediale e l'olecrano.
- Il nervo cutaneo mediale dell'avambraccio è un ramo della corda mediale del plesso brachiale. Decorre lateralmente al nervo ulnare e al nervo cutaneo mediale del braccio ma medialmente al nervo mediano e all'arteria brachiale. Innerva la cute della parte distale posteriore e mediale del braccio.

## Braccio robotico
L'Università della California - San Francisco, col contributo pubblico del National Institute of Health, è riuscita a realizzare la prima protesi di un braccio meccanico che è stato guidato da degli elettrodi posizionati nel cervello per il tempo record di 7 mesi, laddove le precedenti applicazioni erano riuscite a decifrare gli impulsi elettrici neuronali solo per pochi giorni.
La plasticità e capacità di adattamento del cervello è tale che i neuroni cambiano conformazione continuamente, anche dopo pochi giorni. Tale problema è stato risolto grazie all'uso dell'intelligenza artificiale per interpretare gli impulsi elettrici rilevati dagli elettrodi posti sulla superficie del cervello. Essa è abile a trovare tanti significati in mezzo a un elevato numero di variabili apparentemente senza controllo.